# L'Évangéline
L'Évangéline est un journal, créé en 1887 et disparu en 1982, qui est pendant près d'un siècle le principal média de la société acadienne, dont il défend constamment les causes. S'il n'est pas le plus ancien des journaux acadiens, il détient néanmoins toujours, malgré sa disparition, le record de longévité de l'histoire de la presse acadienne.

## Historique

### Période réactionnaire

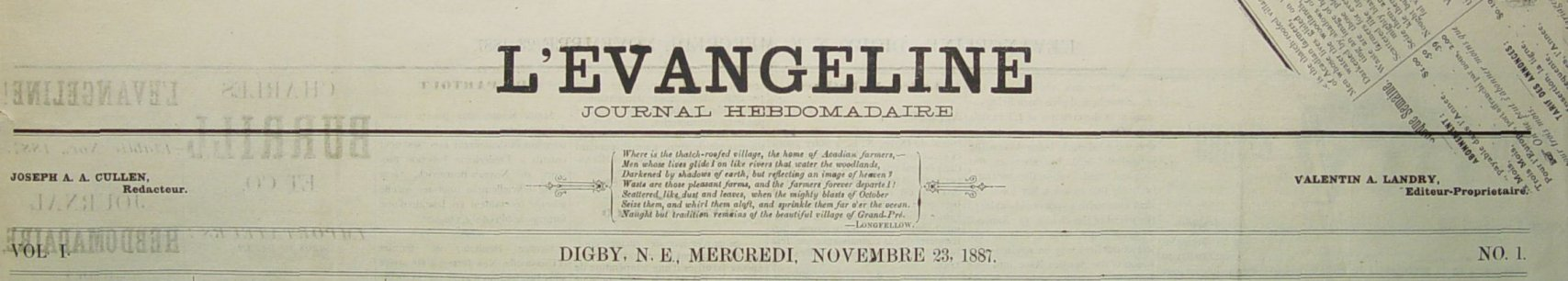
L'entête du premier numéro de L'Évangéline.

Le journal hebdomadaire L'Évangéline a été lancé le 23 novembre 1887 à Digby, en Nouvelle-Écosse, par Valentin Landry, instituteur, inspecteur d’écoles et journaliste, né le 14 février 1844 à Pokemouche (Nouveau-Brunswick).
Deux ans plus tard, il transfère son entreprise à Weymouth (Nouvelle-Écosse), où il est mieux connu, et L'Évangéline paraît alors en parallèle avec un journal anglais, le Weymouth Free Press, qu'il édite également et existera jusqu’en 1904.
À l’occasion de la troisième Convention nationale acadienne, qui a lieu à Pointe-de-l'Église en août 1890, Landry explique pourquoi il a choisi le nom de l’héroïne de Henry Longfellow pour son journal : « Il fallait un messager qui put se rendre souvent au soin [sein] des familles acadiennes de la Nouvelle-Écosse, leur parler avec l’idôme [l’idiome] de nos pères, et je crus que nul ne serait mieux reçu que la poétique et historique Évangéline ».
Les sujets traités par L'Évangéline étaient l’éducation, l’hygiène, l’agriculture, la langue, la religion et la presse. De par les opinions politiques de son fondateur, l’Évangéline était proche des positions du Parti libéral. Par ailleurs, Landry est un journaliste agressif, et ses éditoriaux, s'ils font souvent avancer la cause acadienne, sont néanmoins régulièrement menacés de poursuites judiciaires.
Pour tenter de contrer Landry, le prêtre Jules Lanos, professeur au collège Sainte-Anne, lance le 8 août 1900 sur les propres terres de l'Évangéline, à Weymouth, le journal l'Acadie. En plus de lutter contre l'Évangéline, Lanos attaque également Landry sur un autre front en publiant en anglais le Sissiboo Echo pour faire concurrence au Weymouth Free Press. Dans ses journaux, Lanos dénonce la ferveur nationale de Landry, qui rend les coups. Il s'ensuit des polémiques acerbes auxquelles d'autres journaux se mêlent, et les leaders acadiens demandent la fin de ces débats, plus nuisibles que bénéfiques aux Acadiens. Finalement, L'Acadie cesse de paraître en juin 1904, ce qui permet à Landry de partir à Moncton sans avoir à « céder la place à l'ennemi ».
En 1905, Landry transfère donc l’Évangéline à Moncton (Nouveau-Brunswick), où se trouvent les deux tiers de sa clientèle, soit 3 000 abonnés.
Les attaques virulentes de Landry contre le clergé irlandais et les autorités religieuses lui valent en 1909 des réprimandes sévères de la part du représentant du pape, qui écrit l’année suivante aux membres de la société l’Assomption de la région de Moncton et leur demande de ne donner « ni encouragement ni aide à L’Évangéline, car cette feuille n’[était] pas animée d’un véritable esprit catholique ».

### Période institutionnelle
Dans l’intérêt de la survie de son journal, Landry transfère la propriété de L'Évangéline à un petit groupe d'actionnaires en juin 1910, et le journal adhère alors à la Ligue de la presse catholique. Le contrôle par le clergé modifie bien évidemment la teneur des éditoriaux, et l'ouverture à la modernité est remplacée par un resserrement conservateur.
En juillet 1931, L'Évangéline devient un quotidien mais en raison de la crise économique de cette époque reprend son rythme hebdomadaire à compter d'août 1932. De 1937 à 1944, il porte le nom de La Voix d’Évangéline. Ce n'est que le 12 septembre 1949 que le journal adopte définitivement le format quotidien, avec près de 8 000 abonnés.
Dans les années 1950, l'influence de L'Évangéline dans le nationalisme acadien est importante, mais le ton change dans les années 1960. Un vent nouveau souffle alors au Nouveau-Brunswick, et la modernisation de la société engagée par le gouvernement de Louis Robichaud entraîne des remises en question par les jeunes de l'ordre social établi auquel, à tort ou à raison, l'Évangéline est associée. De l'autre bord, l'élite acadienne reproche au journal de faire de Moncton le centre de l'Acadie.
Le journal est ainsi ébranlé et accumule les déficits, et ce n'est que grâce à des collectes publiques qu'il se maintient à flot. En 1965, il passe sous l'administration de L'Assomption Mutuelle-Vie, avant d'être transféré en 1974 à une société sans but lucratif, les œuvres de presse acadiennes.

### La fin
Malgré une aide technique fournie par la France et un nombre d'abonnés en progression qui atteint 21 000 en 1980, l'Imprimerie Acadienne Ltée, éditrice de L'Évangéline, annonce finalement un déficit de 800 000 $ et une dette de 600 000 $ le 31 août 1982. Cette situation, combinée à une série de conflits internes (le syndicat des employés du journal et la direction s’accusant mutuellement de la dégradation du journal), force l'Imprimerie Acadienne à cesser le 27 septembre 1982 la publication de du journal et à mettre plus d'une centaine d'employés au chômage.
Avec la mort de L'Évangéline disparaît le seul quotidien de langue française au Nouveau-Brunswick. Les Acadiens n’ont plus de tribune quotidienne dans leur langue et doivent s’en remettre à la presse écrite anglophone. Il faudra attendre deux ans pour que le nord-est de la province retrouve un quotidien avec L'Acadie Nouvelle et deux ans de plus pour le reste de la province avec l'éphémère journal Le Matin.

## Collaborateurs
Le père Anselme Chiasson publie en 1971 et 1972 dans le journal L’Évangéline une chronique anonyme intitulée « Le coin à Piquine », dont certains articles concernent les traditions acadiennes, et d’autres portent des commentaires sur la société.
François de Vernal, journaliste, professeur et écrivain (une vingtaine de ses pièces de théâtre sont produites par Radio-Canada), écrit un éditorial quotidien dans L'Évangéline. De plus, France Daigle travaille comme journaliste à L'Évangéline de 1973 à 1977. Le journal est d'ailleurs le sujet principal de son roman 1953 : Chronique d'une naissance annoncée.